# Dipterocarpus intricatus
Espèce
Classification phylogénétique
Statut de conservation UICN

 EN  : En danger
Dipterocarpus  intricatus  est un grand arbre sempervirent d'Asie du Sud-Est, appartenant à la famille des Diptérocarpacées.

## Répartition
Relativement commun dans les forêts sèches du Cambodge, Laos, Thaïlande et Viêt Nam.